# Grand Hornu
Grand Hornu er et nedlagt mineindustrikompleks i Hornu i den belgiske kommune Boussu. Komplekset blev skabt af Henri de Gorge i perioden 1810-30 og er et enestående eksempel på en funktionel byplanlægning. I dag ejes komplekset af Hainaut-provinsen, og bygningerne bruges til udstillingsformål.